# ریپازپام
ریپازپام (انگلیسی: Ripazepam) یک مشتق پیرازولودیازپینون است که از نظر ساختاری با داروهای خاص بنزودیازپین، به ویژه زولازپام مرتبط است. این ماده دارای اثرات ضد اضطراب است.